# Street Dreams (Fabolous)
Street Dreams è il secondo album in studio del rapper statunitense Fabolous, pubblicato il 4 marzo 2003.

## Accoglienza
| Recensione           | Giudizio |
| -------------------- | -------- |
| AllMusic             |          |
| Entertainment Weekly | D        |
| Rolling Stone        |          |
| The A.V. Club        | C–       |

Street Dreams ha ottenuto recensioni miste da parte dei critici musicali. Su Metacritic, sito che assegna un punteggio normalizzato su 100 in base a critiche selezionate, l'album ha ottenuto un punteggio medio di 51 basato su tredici recensioni.

## Tracce
1. Intro – 0:17
2. Not Give a Fuck – 3:18 (John David Jackson, Rock Rock)
3. Damn – 3:24 (Jackson, Jean-Claude Olivier, Samuel Barnes)
4. Call Me – 3:44 (Jackson, Olivier, Barnes, Dwight Myers)
5. Can't Let You Go (feat. Lil' Mo & Mike Shorey) – 3:43 (Jackson, Cynthia Loving, Justin Smith)
6. Bad Bitch – 3:37 (Jackson, Larry Gates)
7. Why Wouldn't I (feat. Paul Cain) – 4:58 (Jackson, Cain, Sidney Brown)
8. Up On Things (feat. Snoop Dogg) – 3:42 (Jackson, Ernesto Shaw, Ken Ifill)
9. Sickalicious (feat. Missy Elliott) – 4:03 (Jackson, Melissa Elliott, Chad Elliot)
10. This Is My Party – 4:32 (Jackson, L. Gaye, Taiwan Green)
11. Into You (feat. Ashanti) – 4:34 (Jackson, Tim Kelley, Bon Robinson, Lionel Richie, Ronald LaPread)
12. Change You or Change Me – 4:31 (Jackson, Brown)
13. Respect – 4:09 (Jackson, Laban Reeves)
14. Forgive Me Father – 4:20 (Jackson, Gaye)
15. Never Duplicated – 4:00 (Jackson, Keith Wilkins, Gerard Harmon)
16. My Life (feat. Mary J. Blige) – 4:24 (Jackson, Kanye West)

Tracce bonus
1. Throw Back – 3:45 (Jackson, Shaw, Ifill)
2. Keepin It Gangsta (feat. Styles P, Jadakiss, M.O.P. & Paul Cain) (Remix) – 5:09 (Jackson, Jamal Grinnage, Eric Murray, David Styles, Jason Phillips)
3. Trade It All (Part 2) (feat. P. Diddy & Jagged Edge) – 4:34 (Jackson, Brian Casey, Chauncey Hawkins, Shaw, Ifill)
4. Into You (feat. Tamia) (Remix) – 4:54 (Jackson, Kelley, Robinson, Richie, LaPread)

## Classifiche

### Classifiche settimanali
| Classifiche (2003) | Posizione massima |
| ------------------ | ----------------- |
| Francia            | 120               |
| Paesi Bassi        | 34                |
| Regno Unito        | 51                |
| Stati Uniti        | 3                 |

### Classifiche di fine anno
| Classifica (2003) | Posizione |
| ----------------- | --------- |
| Stati Uniti       | 55        |